# Мінін Леонід Юхимович
Леонід Юхимович Мінін (нар. 14 грудня 1947 р.) — міжнародний торговець зброєю. Він був заарештований 4 серпня 2000 року італійською владою в Чинізелло-Бальзамо поблизу Мілана. Мінін перебував під наглядом з 1992 року через його підозру в незаконній торгівлі зброєю, в основному в країни Західної Африки. В Італії його засудили до двох років ув'язнення.
Він народився в Україні, але в 1970-х переїхав до Ізраїлю. У середині 1970-х у Німеччині його заарештували за підробку документів, що посвідчують особу, і підозрювали в крадіжці творів мистецтва. Він переїхав до Болівії, Швейцарії, Німеччини, Монако та Італії. У 1990-х роках він відкрив деревообробний бізнес, зареєстрований у Цугу в Швейцарії, а також офіси в Монровії в Ліберії та Тель-Авіві в Ізраїлі.
Наприкінці 1990-х років Мінін керував компанією в Ліберії, Exotic Tropical Timber Enterprise, яка доставляла деревину з країни, а також імпортувала зброю, яку вона постачала ліберійському воєначальнику, а тодішньому президенту Чарльзу Тейлору. Тейлор постачав зброю бойовикам Революційного об'єднаного фронту в сусідній Сьєрра-Леоне в рамках свого спонсорства їхньої війни, намагаючись взяти під контроль торгівлю алмазами в цій країні. Під час арешту Мініна в 2000 році італійська поліція знайшла в речах Мініна документи про його операції з Тейлором. Зброя нібито надійшла від російської компанії Aviatrend, що належить Валерію Чорному. Той же Aviatrend був причетний до відмивання грошей Слободана Мілошевича.
Персонаж Ніколаса Кейджа у фільмі "Збройовий барон" є комбінацією Мініна та іншого контрабандиста зброї Віктора Бута.